# Stactobia storai
Stactobia storai är en nattsländeart som beskrevs av Nybom 1948. Stactobia storai ingår i släktet Stactobia och familjen smånattsländor. Inga underarter finns listade i Catalogue of Life.